# Hangen met honden

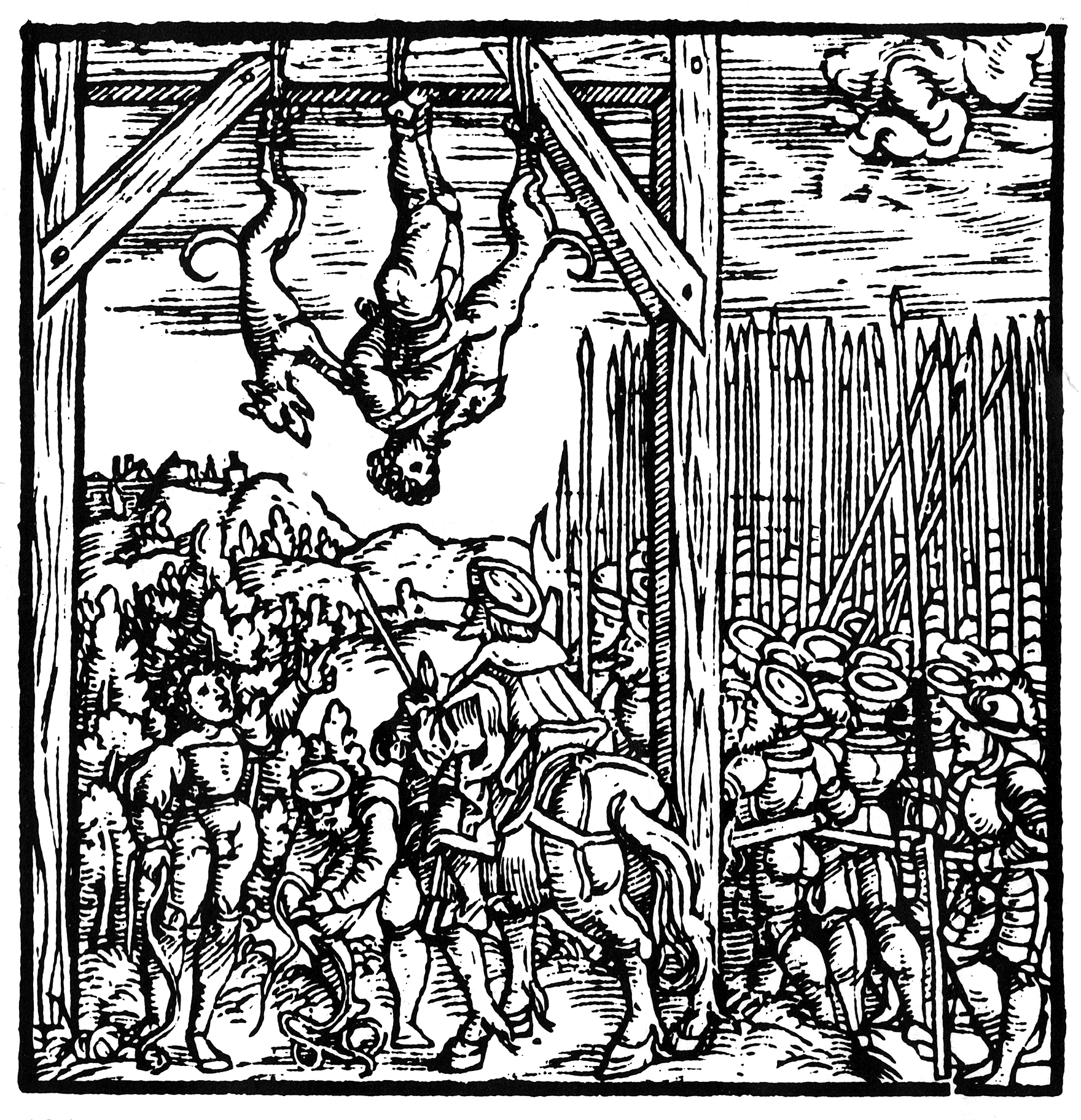
Een Jood werd op een bijzondere wijze opgehangen: afbeelding van de door Johann Stumpf in 1553 in Weißenstein in Zwaben bijgewoonde executie (houtsnede van hem uit 1568)

Hangen met honden is een oud gebruik om Joden te straffen. Men hing een ter dood veroordeelde Jood omgekeerd aan de galg met naast hem twee honden. De dood voltrok zich op deze manier niet door verwurging, want als het slachtoffer zich alsnog tot het christendom bekeerde, werd hij van de galg losgemaakt en, na een snelle doop en andere religieuze formaliteiten, onthoofd.
In het Europese rechtssysteem golden de Joden eeuwenlang als vreemdelingen. Zij werden achtergesteld en zwaarder gestraft dan christenen. De "Joodse executie" (Duits: Judenstrafe) kwam vanaf de 13e eeuw voor in Duitsland. Andrea Gattaro vermeldde in zijn dagboek tijdens een bezoek aan Bazel de details van een door hem bijgewoonde Joodse executie. In de 17e eeuw kwam een einde aan deze, ook toen al archaïsche, vorm van terechtstellen.